# Tipula goetghebuerana
Tipula goetghebuerana är en tvåvingeart som beskrevs av Alexander 1970. Tipula goetghebuerana ingår i släktet Tipula och familjen storharkrankar. Inga underarter finns listade i Catalogue of Life.